# Idioma minangkabau
El idioma minangkabau (autónimo: Baso Minang(kabau); en indonesio: Bahasa Minangkabau) es una lengua austronesia hablada por los minangkabau de Sumatra occidental, la parte occidental de Riau, Kabupaten Aceh Selatan, la parte norte de Bengkulu y Jambi. También es hablado en varias ciudades de Indonesia por migrantes Minangkabau, quienes a menudo tienen comercios o restaurantes. El idioma es también una lingua franca a lo largo de la región costera occidental de la provincia de Sumatra Septentrional, e incluso es utilizada en partes de Aceh, donde el idioma es llamado Aneuk Jamee. Por otro lado, este idioma es hablado en algunas partes de Malasia, especialmente en Negeri Sembilan.
Debido a las grandes similitudes entre el idioma minangkabau y el malayo, existe controversia acerca de la relación entre estos dos. Algunos consideran al minangkabau como un dialecto de malayo, mientras que otros lo consideran como un lenguaje en sí mismo.

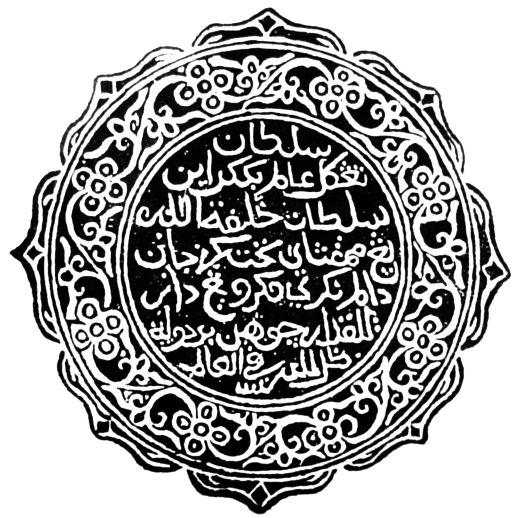
Idioma minangkabau en escritura árabe en un sello real minangkabau del.

## Malasia
Además de Indonesia, el minangkabau es hablado también en Malasia, por algunos descendientes de inmigrantes de las regiones que hablan esta lengua en Sumatra (Ranah Minang, Tanah Minang, o la Tierra del Minang). Un significativo número de los primeros inmigrantes se establecieron en lo que ahora es el estado malayo de Negeri Sembilan; este dialecto de Negeri Sembilan es conocido como Bahaso Nogori o Baso Nogoghi. Los inmigrantes más recientes son conocidos como minang.

## Dialectos
El idioma minangkabau la tiene varios dialectos, que algunas veces difieren entre localidades cercanas (por ejemplo, separadas por un río). Los dialectos son: Rao Mapat Tunggul, Muaro Sungai Lolo, Payakumbuh, Pangkalan-Lubuk Alai, Agam-Tanah Datar, Pancungsoal, Kotobaru, Sungai Bendung Air, y Karanganyar. En la comunicación diaria entre los minangkabau de diferentes regiones, el dialecto Agam-Tanah Datar (Baso Padang o Baso Urang Awak, «la lengua de nuestro pueblo») es utilizada comúnmente y se ha convertido en una especie de estándar.